# KFC Verbroedering Geel
KFC Verbroedering Geel – belgijski klub piłkarski z siedzibą w Geel działający w latach 1921-2008.

## Historia
Koninklijke Football Club Verbroedering Geel został założony w 1921 roku w wyniku fuzji Football Club Flandria Gheel i Gheel Sport jako Football Club Verbroedering Flandria Gheel Sport. W 1960 roku klub zmienił nazwę na Koninklijke Football Club Verbroedering Geel. Przez wiele lat klub występował w niższych klasach rozgrywkowych. 
W 1985 roku klub po raz pierwszy awansował do Tweede klasse. W 1999 roku klub po raz pierwszy w historii awansował do Eerste klasse. Pobyt w belgijskiej ekstraklasie trwał tylko sezon, gdyż Verbroedering Geel zajął 17. miejsce i spadł z ligi. W 2006 roku klub spadł do Derde klasse. Dnia 30 czerwca 2008 KFC Verbroedering Geel w wyniku bankructwa został rozwiązany. 
Jego miejsce i stadion przejął FC Verbroedering Meerhout, który zmienił nazwę na FC Verbroedering Geel-Meerhout. Od sezonu 2013/2014 występuje jako ASV Geel.

## Sukcesy
- mistrzostwo Tweede klasse: 1999.
- 1 sezon w Eerste klasse: 1999-2000.

## Reprezentanci kraju grający w klubie
| - Filip Daems - Joos Valgaeren - Bruno Versavel - Sepp De Roover - Filip De Wilde - Tomasz Dziubiński | - Tamás Pető - Csaba Fehér - István Ferenczi - Miklós Lendvai - Sam Abouo - Philippe Durpes |

## Trenerzy klubu
- Stéphane Demol (2001–2002)

## Sezony w Eerste klasse
| Sezon     | Uzyskane Miejsce |
| --------- | ---------------- |
| 1999-2000 | 17 (spadek)      |